# 1969 aux Territoires du Nord-Ouest
Chronologie des Territoires du Nord-Ouest
- 1965
- 1966
- 1967
- 1968
- 1969
- 1970
- 1971
- 1972
- 1973

Cette page concerne des événements d'actualité qui se sont produits durant l'année 1969 dans le territoire canadien des Territoires du Nord-Ouest.

## Politique
- Premier ministre : Stuart Milton Hodgson (Commissaire en gouvernement)
- Commissaire :
- Législature :

## Naissances
- 10 novembre : Dawn Moses (en), joueur de curling.